# رأس الحواء
أو إلفا الحواء بالإنكليزية Alpha Ophiuchi واسمه التقليدي Ras Alhague مشتق من الاسم العربي وهو نجم في كوكبة الحواء.
يبلغ مقدار القدر الظاهري 2.08 ويبعد عن الأرض 47 سنة ضوئية وهو ينتمي إلىالفئة الطيفية A5.
رأس الحواء نجم يدور بسرعة كبيرة 240 كم s-1. وبغزل بمعدل حوالي 88.5٪ هذه السرعة من شأنها أن تسبب تشتت النجم. وناتج هذه القوة انتفاخ في خطه الاستوائي حوالي 20٪ عن نصف قطره القطبي، يعطيه شكل كروي مفلطح. بسبب هذا الشكل المشوه أقطابه لها درجة حرارة فعالة نحو 1,840 كلفن أكبر من طول حرارة خط الاستواء. محور دوران النجم يميل نحو 87. ° 7 ± 0 ° 4 إلى خط البصر من الأرض.
طيف الضوء من نجم رأس الحواء يظهر مستوى عال من امتصاص خطوط الكالسيوم المتأيني المنفرد (Ca II).و الأرجح ان تكون القياسات نتيجة التشوه البصري الناجم من الاجسام والغبار بين الأرض والنجم، وليس من النجم ذاته.